# سونیا برونو
سونیا برونو (اسپانیایی: Sonia Bruno‎؛ زادهٔ ۳۱ ژوئیهٔ ۱۹۴۵) بازیگر اهل اسپانیا است.
از فیلم‌ها یا برنامه‌های تلویزیونی که وی در آن نقش داشته‌است، می‌توان به مار و پله، راهزنان اشاره کرد.